# 英語で考える
英語で考える(Thinking in English)とは、元NHKラジオ英会話講師の松本亨によって提唱された英語の学習方法。本来の日本の英語教育は英語を日本語に訳して内容を理解したり、日本語から英語に訳して表現する方法がとられるが、「英語で考える」では英語を日本語に訳さずに英語のままダイレクトに理解し、英語で話したり、書く内容を思いついて話せるようになることを目標としている。

## 概要
日本では、松本亨高等英語専門学校の流れを汲むフィニックス英語学院（閉鎖）、また、TIE外語学院、英語で考える学院などが「英語で考える」教授法を採用しているが、それぞれのスクールはアプローチの仕方が違う。フィニックス英語学院では校内日本語禁止にしたプログラムを採用していたが、TIE外語学院や、英語で考える学院はマンツーマンによる個人チェック方式をとる。